# Guido I. von Châtillon
Guido I. von Châtillon (französisch Guy Ier de Châtillon) ist der Stammvater des französischen Adelshauses Châtillon, das auf der Burg von Châtillon-sur-Marne seinen Stammsitz hatte und in agnatischer Linie bis in das 19. Jahrhundert existierte. Er selbst lebte im 11. Jahrhundert.
Guido I. ist nur einmal urkundlich verbürgt. In der Bestätigungsurkunde König Philipps I. aus dem Jahr 1076 zur Gründung der Abtei Saint-Jean-des-Vignes bei Soissons ist er (Wido de Castellonio) unter den Zeugen aufgeführt.
Im 17. Jahrhundert konstruierte der Historiker und Genealoge André Duchesne eine weitergehende Ahnenreihe zu Guido I. von Châtillon, die er allerdings nicht durch schriftliche Zeugnisse fundieren konnte. So sei Guido der Sohn eines „Miles Seigneur de Chastillon et de Basoches“, Bruder von „Evdes de Chastillon…fin Pape dit Vrbain II.“ und Neffe des Erzbischofs Guido von Reims (1033–1055) gewesen. Der Nachweis zur Existenz jenes Miles wie zur Verwandtschaft des Erzbischofs mit denen von Châtillon konnte bis heute nicht erbracht und eine des Papstes Urban II. († 1099) sogar widerlegt werden (siehe Haus Lagery).
Der in einer vor das Jahr 1100 datierten Urkunde auftretende Walter I. von Châtillon war vermutlich ein Sohn Guidos, genauso wie die im Jahr 1103 genannten Guermond von Châtillon (Nachkommen die Herren von Savigny) und Jakob von Châtillon.